# Widen
Widen (schweizerdeutsch: ˈʋiːdə) ist eine Einwohnergemeinde im Schweizer Kanton Aargau. Sie gehört zum Bezirk Bremgarten und liegt unmittelbar nördlich des Mutschellenpasses.

## Geographie
Das Dorfzentrum liegt auf einer kleinen Hochebene zwischen dem Mutschellenpass im Süden und dem sanft abfallenden Südhang des Hasenbergs (762 m ü. M.) im Norden. Der Hasenberg ist der südlichste Ausläufer des Heitersberg-Höhenzugs, der sich bis nach Baden erstreckt. Gegen Westen hin fällt die Hochebene ins Reusstal ab, jedoch gibt es im Gebiet Heinrüti, auf einer Höhe von (490 m ü. M.), ein flaches eingeschnittenes Tal mit einem kleinen See, dem Gyrenweiher. Am Hasenberg befindet sich auf einer Höhe von (695 m ü. M.) der gleichnamige Weiler. Widen ist mit den Nachbargemeinden Berikon, Rudolfstetten-Friedlisberg und Zufikon zusammengewachsen.
Die Fläche des Gemeindegebiets beträgt 260 Hektaren, davon sind 44 Hektaren mit Wald bedeckt und 109 Hektaren überbaut. Der höchste Punkt befindet sich auf 740 m ü. M. am Südhang des Hasenbergs, der tiefste auf 430 m ü. M. am Pflanzerbach an der Grenze zu Eggenwil. Nachbargemeinden sind Bellikon im Norden, Bergdietikon im Nordosten, Rudolfstetten-Friedlisberg im Osten, Berikon im Südosten, Zufikon im Süden und Eggenwil im Westen.

## Geschichte
Oft wird fälschlicherweise behauptet, Widen sei 1140 erstmals urkundlich erwähnt worden. Der damals verstorbene Landgraf Adelbert II. von Habsburg hatte dem Kloster Muri das Dorf Eggenwil sowie Güter auf dem Mutschellen vermacht, nannte aber in der Schenkungsurkunde den Namen Widen nicht explizit. Auch in den um 1160 entstandenen Acta Murensia fehlt der Name. Ende des 12. Jahrhunderts ist im Totenbuch des Klosters Hermetschwil ein Landgut namens Wyda erwähnt; eine Uticha de Premagartorn (Bremgarten) verfügte darin, dass das Landgut bei ihrem Tod an das Kloster übergeben werden soll, allerdings ist die genaue Jahreszahl nicht angegeben. Die heutige Schreibweise tauchte erstmals Mitte des 14. Jahrhunderts auf.
Im Mittelalter lagen die Blutgerichtsbarkeit und die niedere Gerichtsbarkeit in den Händen der Habsburger beziehungsweise deren Ministerialen. 1415 eroberten die Eidgenossen den Aargau. Widen gehörte fortan zum Amt Rohrdorf in der Grafschaft Baden, einer gemeinen Herrschaft. Die niedere Gerichtsbarkeit über das Gebiet Heinrüti war nun im Besitz des Klosters Hermetschwil. Im März 1798 nahmen die Franzosen die Schweiz ein und riefen die Helvetische Republik aus. Widen bildete zusammen mit Eggenwil eine Agentschaft im kurzlebigen Kanton Baden.

Historisches Luftbild von Werner Friedli von 1964

Nach der Gründung des Kantons Aargau im Jahr 1803 erfolgte die Trennung von Eggenwil, bei der Grenzbereinigung gelangten einige Höfe definitiv zu Widen. Bis zu dieser Zeit ist wenig über die Geschichte Widens bekannt, da fast keine Dokumente erhalten geblieben sind. Während des 19. Jahrhunderts stagnierte die Bevölkerungszahl, und Widen blieb ein kleines bescheidenes Dörfchen. Zahlreiche verarmte Bewohner mussten ihre Heimat verlassen und wanderten zum Teil nach Nordamerika aus. Zugewanderte Bauern aus dem Kanton Bern übernahmen dann zum grössten Teil die aufgegebenen Höfe. Diese Einwanderer waren reformiert; aus diesem Grund weist Widen bis heute im Vergleich zu den mehrheitlich katholischen Nachbargemeinden einen überdurchschnittlich hohen Anteil an Reformierten auf.
Am 1. Mai 1902 erhielt Widen mit der Eröffnung der Bremgarten-Dietikon-Bahn und einer Haltestelle auf der Mutschellen-Passhöhe einen Anschluss ans Eisenbahnnetz. Während der ersten Hälfte des 20. Jahrhunderts stieg die Einwohnerzahl nur leicht an. Ab 1950 setzte jedoch, begünstigt durch die Nähe zur Stadt Zürich, ein beispielloser Bauboom ein. Innerhalb von vierzig Jahren wuchs die Einwohnerzahl um fast das Zehnfache. Beispielsweise errichtete eine Tochtergesellschaft der Swissair eine Siedlung mit mehreren Wohnblöcken. 1990 war das Maximum von 3915 Einwohnern erreicht. Die Bevölkerungszahl ging dann leicht zurück, hat sich jedoch bei rund 3600 stabilisiert.

## Sehenswürdigkeiten

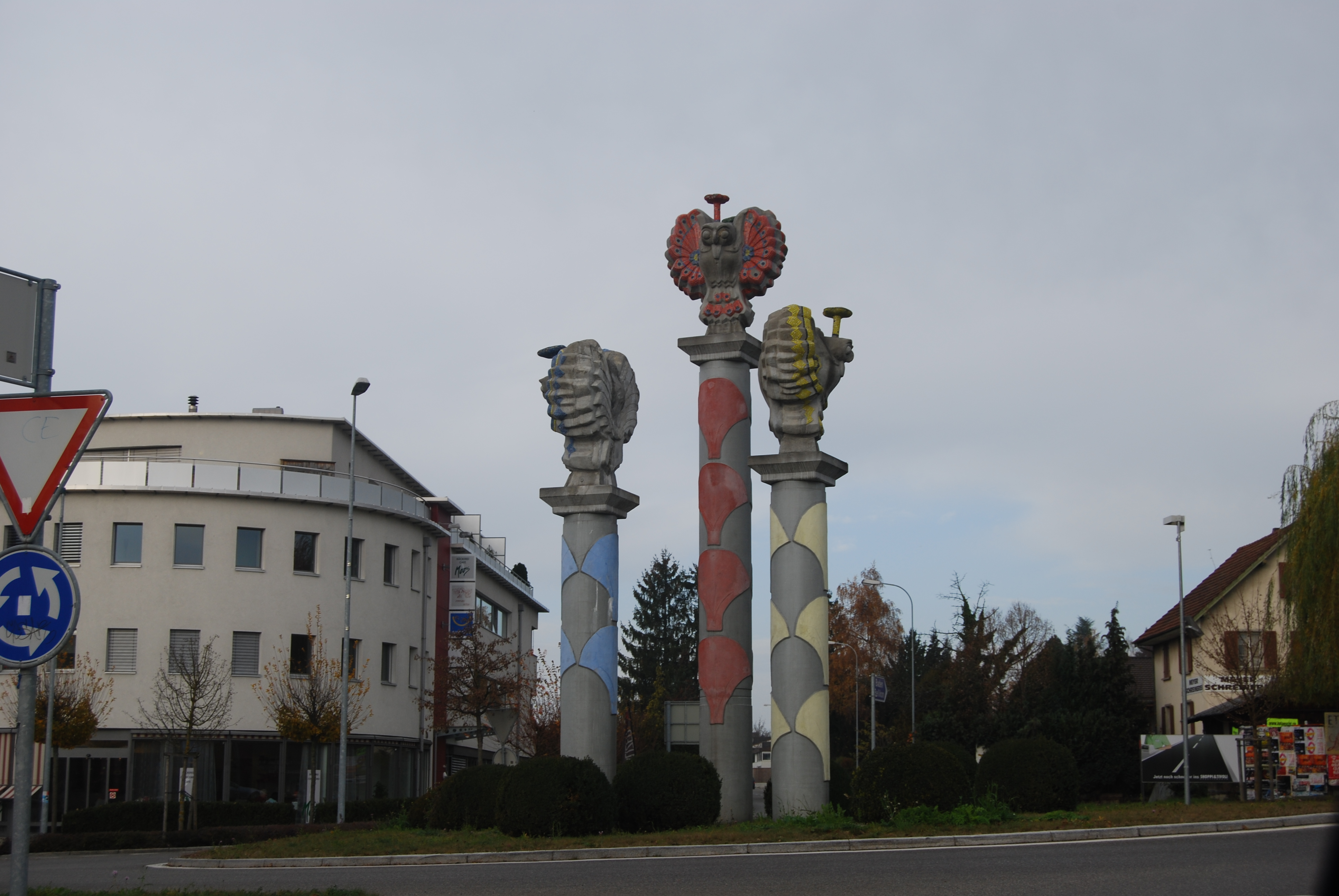
Skulpturen von Bruno Weber auf Verkehrskreisel in Widen

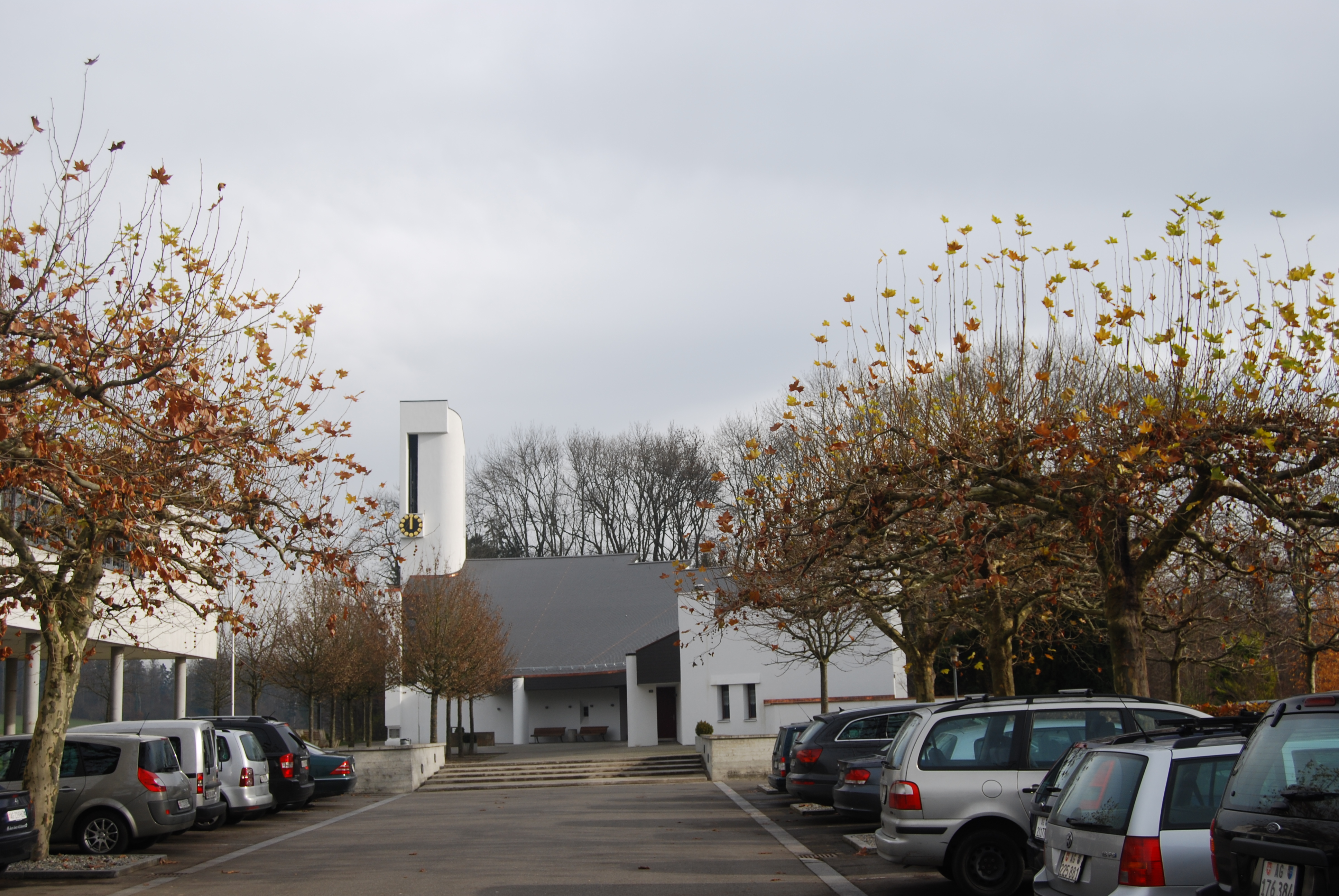
Reformierte Kirche Widen

Auf dem Hasenberg steht seit 2021 der Hasenbergturm, ein 40 m hoher Aussichtsturm.

## Wappen
Die Blasonierung des Gemeindewappens lautet: «In Weiss ausgerissene grüne Korbweide.» Hierbei handelt es sich um ein redendes Wappen, da es vom Ortsnamen abgeleitet ist. Die Korbweide erschien erstmals 1811 auf dem Gemeindesiegel, bis 1872 noch von Büschen flankiert. Die heutige stilisierte Form geht auf das Jahr 1965 zurück.

## Bevölkerung
Die Einwohnerzahlen entwickelten sich wie folgt:
| Jahr      | 1798 | 1850 | 1900 | 1930 | 1950 | 1960 | 1970 | 1980 | 1990 | 2000 | 2010 | 2020 |
| Einwohner | 270  | 342  | 274  | 339  | 398  | 759  | 1277 | 2699 | 3915 | 3636 | 3506 | 3845 |

Am 31. Dezember 2023 lebten 3876 Menschen in Widen, der Ausländeranteil betrug 17,7 %. Bei der Volkszählung 2015 bezeichneten sich 33,8 % als römisch-katholisch und 27,3 % als reformiert; 38,9 % waren konfessionslos oder gehörten anderen Glaubensrichtungen an. 92,8 % gaben bei der Volkszählung 2000 Deutsch als ihre Hauptsprache an, 1,4 % Italienisch, je 1,0 % Französisch und Englisch sowie 0,6 % Serbokroatisch.

## Politik und Recht
Die Versammlung der Stimmberechtigten, die Gemeindeversammlung, übt die Legislativgewalt aus. Ausführende Behörde ist der fünfköpfige Gemeinderat. Er wird im Majorzverfahren vom Volk gewählt, seine Amtsdauer beträgt vier Jahre. Der Gemeinderat führt und repräsentiert die Gemeinde. Dazu vollzieht er die Beschlüsse der Gemeindeversammlung und die Aufgaben, die ihm vom Kanton zugeteilt wurden. Für Rechtsstreitigkeiten ist in erster Instanz das Bezirksgericht Bremgarten zuständig. Widen gehört zum Friedensrichterkreis VII (Bremgarten).

## Wirtschaft
In Widen gibt es gemäss der im Jahr 2015 erhobenen Statistik der Unternehmensstruktur (STATENT) rund 820 Arbeitsplätze, davon 2 % in der Landwirtschaft, 20 % in der Industrie und 78 % im Dienstleistungssektor. Sämtliche der rund 150 Betriebe sind kleine und mittlere Unternehmen. Die meisten Erwerbstätigen sind Wegpendler und arbeiten in der Stadt Zürich oder im nahe gelegenen Limmattal.

## Verkehr
Die Hauptstrasse 1 von Wohlen über den Mutschellen in Richtung Zürich ist eine der wichtigsten Verkehrsadern der Schweiz. Auf der Passhöhe kreuzt sie sich mit der Kantonsstrasse 282 nach Baden und mit der Kantonsstrasse 411 nach Birmensdorf. Der Anschluss Urdorf der Autobahn A4 ist etwa sechs Kilometer entfernt. Der Bahnhof Berikon-Widen der Bremgarten-Dietikon-Bahn liegt exakt auf der Passhöhe. Von dort aus fahren Postautos zum Bahnhof Baden und zum Bahnhof Zürich Wiedikon, ausserdem eine Schnellbuslinie der Gesellschaft Limmat Bus durch den Uetlibergtunnel zum Bahnhof Zürich Enge. An Wochenenden verkehren Nachtbusse von Baden nach Berikon-Widen sowie vom Bahnhof Dietikon über Widen nach Oberwil-Lieli.

## Bildung
Die Gemeinde verfügt über drei Kindergärten und drei Schulhäuser, in denen die Primarschule unterrichtet wird. Sämtliche Oberstufen (Realschule, Sekundarschule und Bezirksschule) können im Kreisschulzentrum in der benachbarten Gemeinde Berikon besucht werden. Die nächstgelegenen Gymnasien sind die Kantonsschule Wohlen, die Kantonsschule Baden und die Kantonsschule Wettingen.

## Persönlichkeiten
- Markus Dietschi (* 1957), Grossrat (Grüne)
- Peter Voser (* 1958), Manager
- Elisabeth Sailer-Albrecht, Grossratspräsidentin